# Phytophthora palmivora
Phytophthora palmivora è un agente patogeno delle piante appartenente al phylum degli Oomycota.
Tale agente è diffuso prevalentemente nelle aree dal clima caldo e umido, tra cui Africa, Asia e America del Sud; esso è tuttavia presente anche in aree dal clima temperato, tra cui l'America del Nord. 
Il microrganismo si caratterizza per colpire le piante di palma, gli olivi e il noce di Areca; il patogeno colpisce inoltre varie piante da frutto, tra cui il cocco, la papaya, il durian e il mango.